# Bach Digital
Bach Digital, desarrollada por el Bach-Archiv de Leipzig, es una base de datos en línea que da acceso a información sobre todas las composiciones de Johann Sebastian Bach y los miembros de su familia.  
Los primeros manuscritos de tales compositores son el foco principal de atención del sitio web, el cual proporciona acceso a versiones digitalizadas de alta resolución de muchos trabajos.  
Los estudios sobre manuscritos y versiones de composiciones, se reseñan en páginas separadas, con referencias a fuentes y ediciones académicas. El portal de la base de datos ha estado en línea desde 2010.

## Historia
En 2000, dos años después de que Uwe Wolf sugiriera la posibilidad de apoyar la publicación de la Neue Bach-Ausgabe (NBE) con medios digitales, un proyecto llamado Bach Digital comenzó como una iniciativa de la Internationale Bachakademie Stuttgart, pero sin la participación directa del entonces editor de la NBE, el Instituto Johann Sebastian Bach de Gotinga. Después de cuatro años, el proyecto seguía siendo poco convincente, por lo que técnicamente se retrasó y quedó en la nada, e incluso su dirección web www.bachdigital.org terminó a la venta.
Los primeros pasos hacia un nuevo proyecto, con el mismo nombre, se dieron ese mismo año. El objetivo de hacer que las imágenes de autógrafos y manuscritos originales estuvieran disponibles a través de Internet continuó desde el proyecto anterior, pero el objetivo ahora del nuevo proyecto era escanear en alta resolución, para lo cual se iba a utilizar la aplicación Zoomify. El proyecto cooperaría con el Instituto Bach de Gotinga. Sin embargo, en cuanto el instituto decidió dejar de funcionar, lo que finalmente ocurrió en 2006, surgió la idea de fusionar el instituto y el proyecto. Con el aporte del instituto Göttingen, el sitio web ahora no solo mostraría facsímiles digitales de alta resolución, sino que también ofrecería descripciones detalladas de manuscritos y composiciones extraídas de Der Göttinger Bach-Katalog / Die Quellen der Bach-Werke (El catálogo Göttingen / Las fuentes de las obras de Bach), desarrollado en Gotinga desde 2001. La financiación del proyecto por la Deutsche Forschungsgemeinschaft (Sociedad Alemana de Investigación) se obtuvo en 2007.
Con Uwe Wolf como jefe diseñador, el desarrollo del sitio web comenzó en 2008, y la base de datos se puso en línea en 2010. En ese momento, alrededor del 40% de los 697 manuscritos de las obras de Bach archivados en las bibliotecas de Berlín, Dresde, Leipzig y Krakau, todo lo cual representa aproximadamente el 90% de sus obras, se pusieron a disposición del público en forma digital. El sitio no solo proporciona accesibilidad a los documentos distribuidos, sino que también ayuda a su preservación. Varias bibliotecas internacionales pusieron a disposición otros documentos, incluidas bibliotecas de Europa y EE. UU. Obras de un período que van desde el 1700 a 1850, en manuscritos, copias e impresiones tempranas, fueron recopiladas y presentadas en forma digitalizada de alta resolución. Nuevas investigaciones se han agregado continuamente, por ejemplo, documentos en marca de agua y realizados por copistas.

## Socios
Bach Digital es un proyecto colaborativo del Archivo Bach de Leipzig (junto con el Centro de Informática de la Universidad de Leipzig), la Biblioteca Estatal de Berlín (SBB), la Biblioteca del Estado de Sajonia en Dresde (SLUB) y de la Biblioteca Estatal y Universitaria de Hamburgo (SUB Hamburgo). Además del patrocinio de la Deutsche Forschungsgemeinschaft, la cual ha otorgado fondos para el acceso a documentos depositados en el extranjero. desde 2013. Se proporcionó una aportación de conocimientos técnicos a través de una asociación con IBM.
Bach Digital forma parte de las plataformas Deutsche Digitale Bibliothek y Europeana . A nivel internacional, las contribuciones de información provienen de la Biblioteca Británica de Londres, la Biblioteca del Congreso en Washington, la Biblioteca de la Universidad de Harvard en Boston y las bibliotecas de música de la Universidad de Yale y la Juilliard School. Las bibliotecas que también contribuyeron incluyen la Biblioteca de la Universidad de Frankfurt, Bachhaus Eisenach, Universitätsbibliothek Johann Christian Senckenberg, Württembergische Landesbibliothek, Germanisches Nationalmuseum, Heimatmuseum Saalfeld, Herzogin Anna Amalia Bibliothek y el Stiftelsen Musikkulturens Fraemjande de Estocolmo.

## Funcionamiento
El sitio web fue diseñado para servir a los académicos de Bach, los artistas intérpretes o ejecutantes de sus obras, especialmente en interpretación historicista, y los laicos interesados. Toda la información recopilada con escrutinio científico está disponible gratuitamente, no sólo de las obras de Johann Sebastian Bach, sino también las de otros miembros de su familia: 
- Carl Philipp Emanuel Bach (1714–1788);
- Wilhelm Friedemann Bach (1710–1784);
- Johann Christoph Friedrich Bach (1732–1795);
- Johann Christian Bach (1735–1782)

Así como las obras encontradas en el Archivo Altbachisches.
Bach Digital tiene como objetivo hacer que la investigación de Bach esté fácilmente disponible, y para hacerlo utiliza una implementación de la plataforma MyCoRe.   
Su contenido está licenciado bajo la categoría Creative Commons con Atribución-No comercial 4.0 Internacional (CC BY-NC 4.0) .  

### Páginas de trabajo
El sitio web alberga páginas separadas para composiciones: las URL estáticas para estas páginas comienzan con http://www.bachdigital.de/receive/BachDigitalWork_work_ y terminan con un número de ocho dígitos (los primeros cuatro son ceros iniciales para trabajos en la versión de 1998 del catálogo BWV). Cada uno de estos números identifica así una obra, por ejemplo:  
- No. 00000001 → http://www.bachdigital.de/receive/BachDigitalWork_work_00000001 = BWV 1
- No. 00000632 → http://www.bachdigital.de/receive/BachDigitalWork_work_00000632 = BWV 552
- No. 00001524 → http://www.bachdigital.de/receive/BachDigitalWork_work_00001524 = BWV Anh. 213

Además de las adiciones y correcciones posteriores, estos números siguen la clasificación de los números BWV, pero con versiones alternativas de la misma composición insertadas inmediatamente después del número BWV de la composición a la que pertenecen, por ejemplo:  
- BWV 80 = Trabajo digital de Bach (BDW) No. 0099
- BWV 80a = BDW 0100
- BWV 80b = BDW 0101
- BWV 81 = BDW 0102

Un ejemplo de una adición / corrección posterior:  
- BWV Anh. 71 → renumerado a BWV 1128 → nuevo número de Bach Digital Work más allá del de BWV Anh. 213: BDW 1725

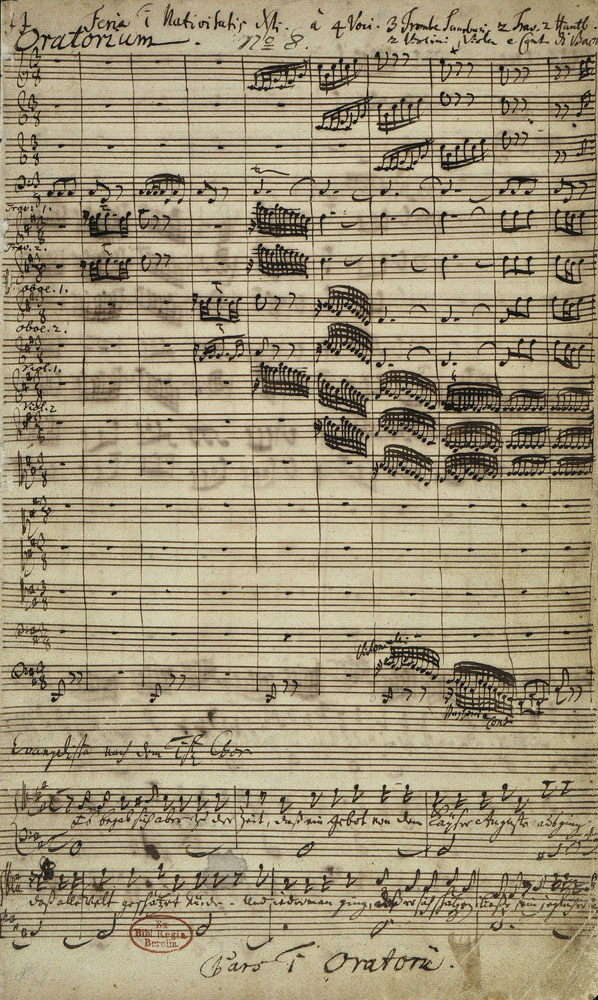
Introducción en la partitura autógrafa de Johann Sebastian Bach del Oratorio de Navidad

### Páginas fuente
Las fuentes primarias descritas en páginas web separadas (muchas con un facsímil de la fuente original) también tienen un número único, que precedido por http://www.bachdigital.de/receive/BachDigitalSource_source_ proporciona la URL estática para esa página, por ejemplo  
- No. 00002542 → https://www.bachdigital.de/receive/BachDigitalSource_source_00002542 = DB Mus.ms. Bach St   345

## Recepción
Escribiendo cuando el sitio web Bach Digital estaba en sus últimas etapas de desarrollo, y poco antes de entrar en línea, Johannes Kepper, de la Universidad de Paderborn, pensó que no sólo satisfaría a los visitantes laicos que sienten adoración por Bach, sino que también tenía un papel para los académicos, por ejemplo, aquellos que inician nuevas ediciones críticas de su música. Según Kepper, sin embargo, Bach Digital no debe verse como una edición publicada del trabajo del compositor, sino más bien como una colección de fuentes comentadas, puesto que en sí misma no es una edición crítica de la música de Bach. Él ve otro posible uso del sitio web, pues permite a los lectores interesados, verificar la calidad de las ediciones publicadas de la música de Bach, y evaluar las opciones editoriales comparando dichas ediciones con los manuscritos originales, que se muestran en alta resolución en el sitio web.
El musicólogo japonés especialista en Bach, Yo Tomita, escribía en 2016, que bases de datos como Bach Digital han reemplazado en gran medida la erudición impresa, como los volúmenes de Comentarios Críticos de la NBE, como punto de partida para los académicos de Bach.
Un análisis del uso de la base de datos en 2016 observó un total de 101.598 visitas, principalmente de países europeos, EE. UU. y Japón, pero también de países como China, Brasil, México, Vietnam y Emiratos Árabes Unidos. En el mes de diciembre, se contaron 32.537 vistas, 896 de ellas para el autógrafo del Oratorio de Navidad de Bach, el manuscrito que ha generado mayor interés.